# 日置忠盈
日置 忠盈（へき ただみつ、正徳5年2月16日（1715年3月21日） - 元文4年9月25日（1739年10月27日））は、江戸時代中期の武士。岡山藩の家老。備前金川1万6000石の領主。
父は岡山藩家老日置忠昌。母は稲葉四郎右衛門正勝の娘。正室は旗本戸川玄蕃逵富の娘。幼名は五郎。通称は左門、伊織。
正徳5年（1715年）2月16日、日置忠昌の長男として岡山に生まれる。享保18年（1734年）9月、藩主池田継政に仕え、享保21年（1736年）3月、合力米1000俵を給される。元文3年（1738年）、旗本戸川玄蕃逵富の娘と結婚する。元文4年（1739年）正月、江戸に下向、藩主継政に拝謁し、伊織と通称を改める。同年8月に父忠昌が死去するが、9月25日に忠盈も江戸藩邸にて急死した。享年25。家督は弟の忠寿が相続した。正室戸川氏は実家に戻った。